# Exomala hirtella
Exomala hirtella är en skalbaggsart som beskrevs av Gaspard Auguste Brullé 1832. Exomala hirtella ingår i släktet Exomala och familjen Rutelidae. Inga underarter finns listade i Catalogue of Life.